# Мейсенский собор
Собор Св. Иоанна и Св. Доната (нем. Dom zu Meißen) — музеефицированный собор в саксонском городе Майсен, один из ярчайших образцов готической архитектуры в Германии. Вместе с Альбрехтсбургом расположен на крепостной горе, возвышающейся над городом. 
Строился на протяжении полутора столетий начиная с 1260 года. До 1581 г. был главным храмом местной епархии (с 1980 епископство Дрезден-Мейсен). Парные ажурные башни надстроены в начале XX века по проекту Карла Шефера. 
В княжеской капелле покоятся правители Саксонии XIV-XVI вв. (от Фридриха Воинственного до Георга Брадатого). В интерьере наиболее примечателен большой алтарь работы Кранаха Старшего.

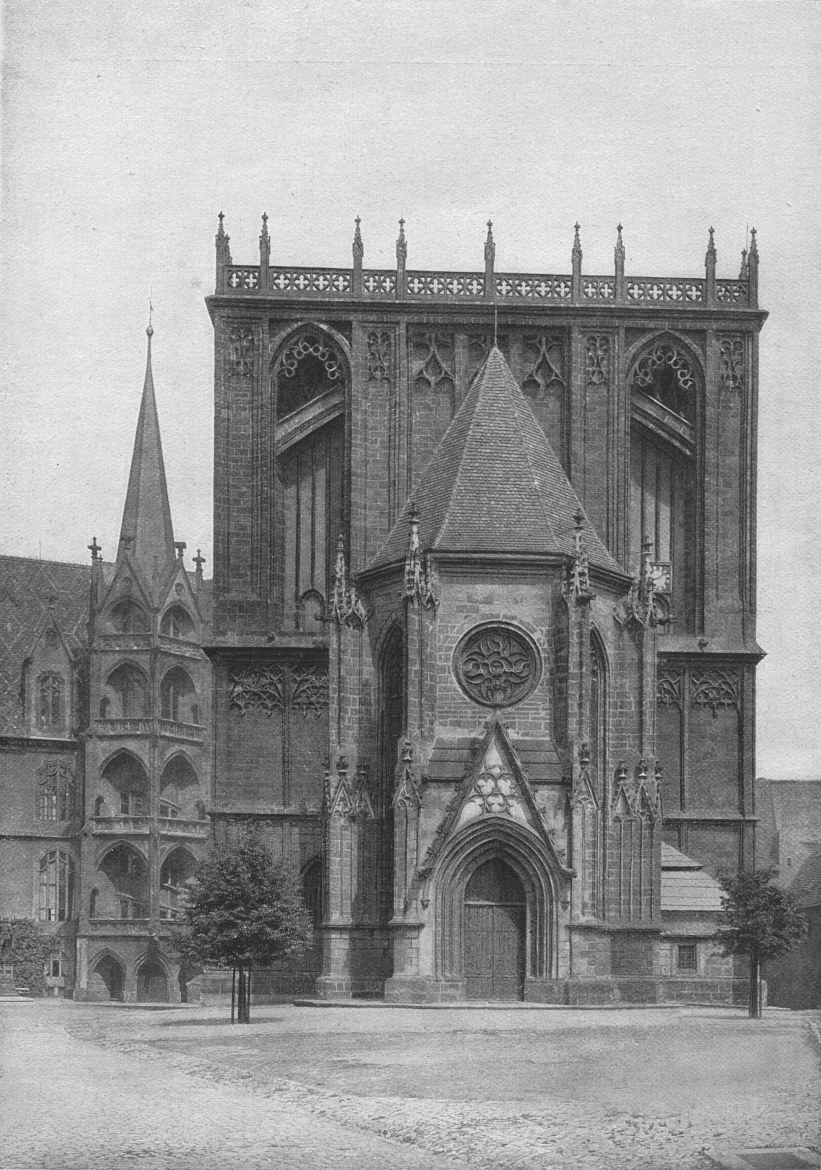
Собор до сооружения башен в 1903-09 гг.
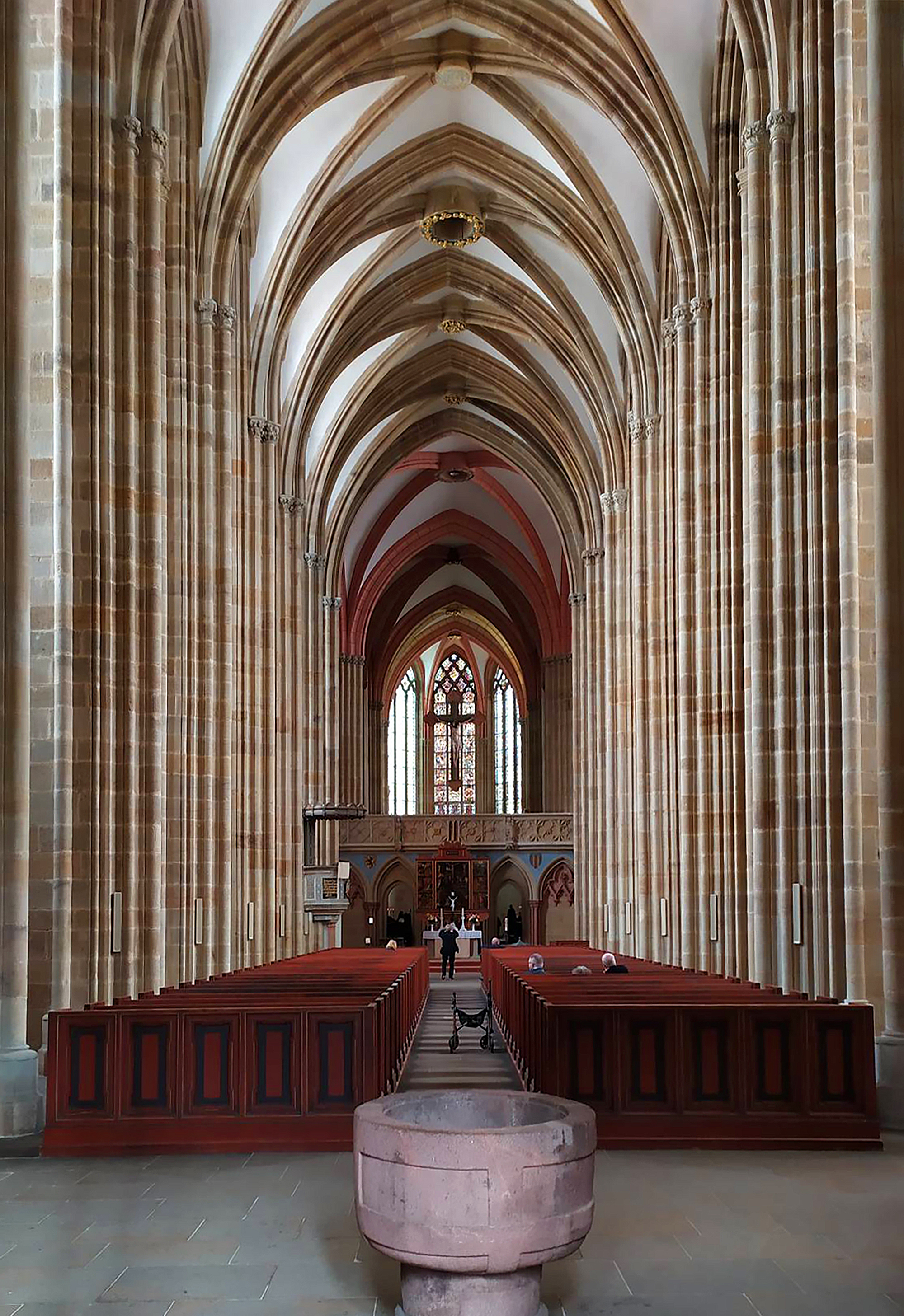
Интерьер главного нефа
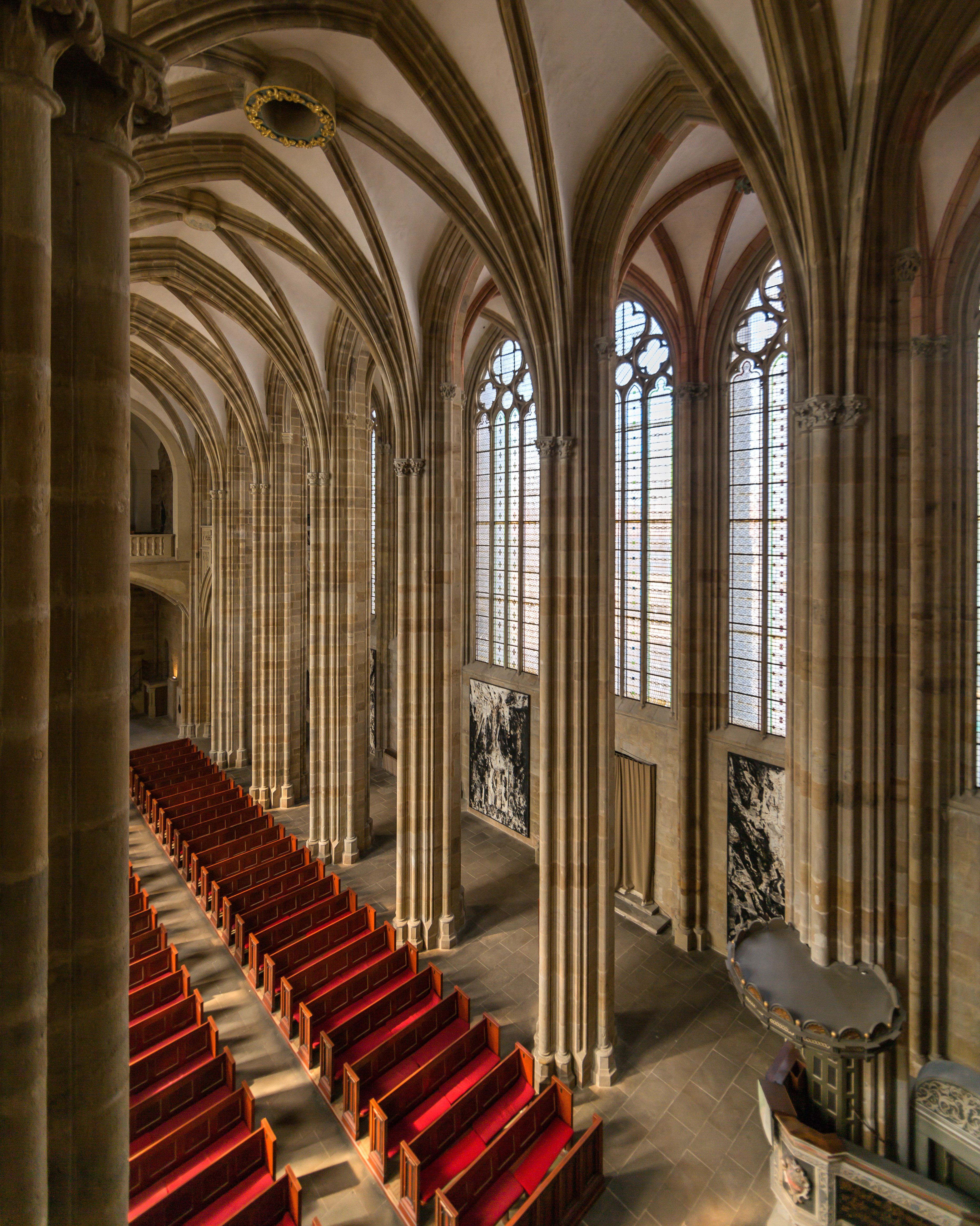
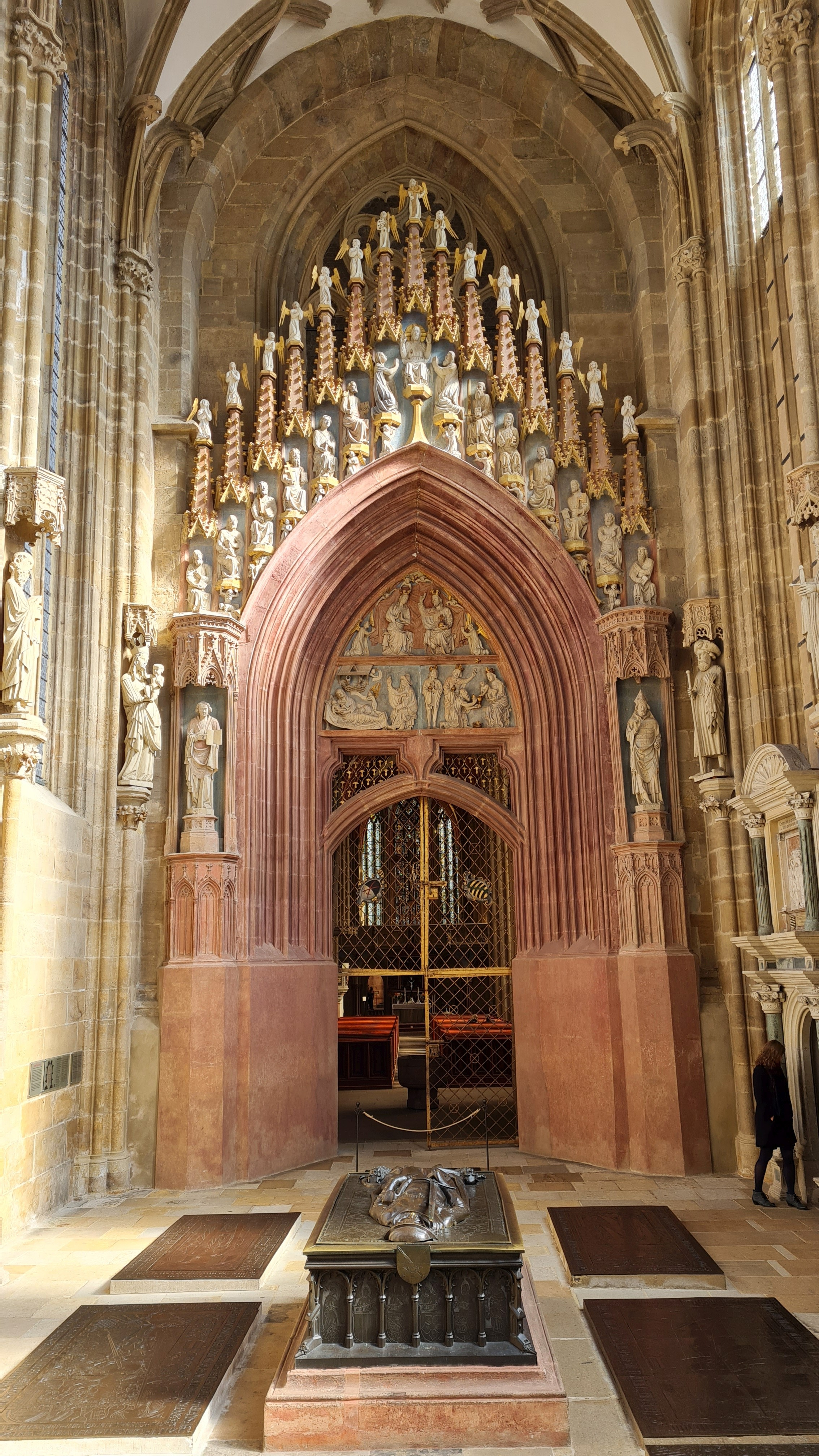
Княжеская усыпальница
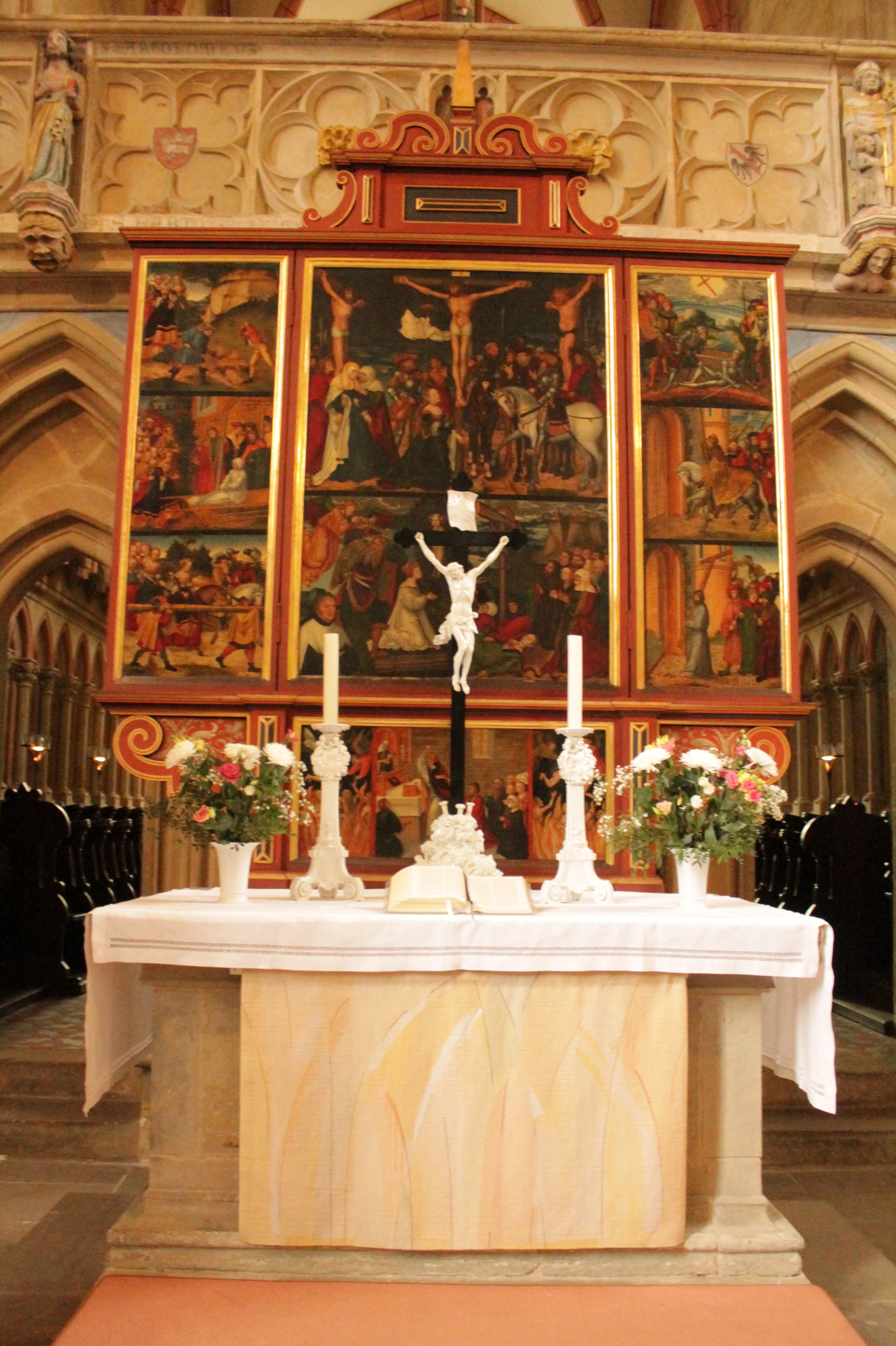
Мейсенский алтарь Кранаха